# فرانچسکو مانوئل بونجورنو
فرانچسکو مانوئل بونجورنو (ایتالیایی: Francesco Manuel Bongiorno؛ زادهٔ ۱ سپتامبر ۱۹۹۰) دوچرخه‌سوار اهل ایتالیا است.
از باشگاه‌هایی که در آن رکاب زده‌است می‌توان به باردیانی–سی‌اس‌اف اشاره کرد.